# إعلان الاكتتاب
يعدّ إعلان الاكتتاب طرح يُقام به من خلال وسائل البث، وخاصة في الولايات المتحدة، حيث أنه يعدّ بديلًا للتمويل. تذكر هذه الإعلانات عادةً اسم الممول، كما أنها قد تتشابه بالبث التجاري مع الإعلانات التلفزيونية التقليدية بحد ضئيل؛ لكن وحسب ما جاء في شروط الترخيص العام للمعلِن والتي وضعتها لجنة الاتصالات الفيدرالية، فإن هذه الإعلانات ممنوعة من الترويج (كأن نجعل المنتج مطلوبًا أو نستخدم أقصى درجات التفضيل أو نجعله أطول من ثلاثين ثانية). كما أنه من الممنوع أن نقوم بأي نوع من (الدعوة إلى العمل)، تلك العبارة التي تشير إلى أي أداة مصمَمة للحث على الاستجابة الفورية أو للتشجيع على البيع الفوري (كأن يُعلن عن الأسعار أو توفير حافز للشراء). تُطبق هذه القيود في الولايات المتحدة على كافة محطات التلفزة والراديو المرخصة بمسمى «محطات تعليمية غير تجارية» وأيضًا تطبق على الشركات والمنتجات غير المموِّلة.
قد تشمل الجهات المانحة المساهمة في التمويل كلًا من المؤسسات التجارية والأعمال الصغيرة والمنظمات الخيرية والأوقاف الخيرية والأفراد. كما يشمل إعلان الاكتتاب عادةً اسم المكتتب (ويشمل العنوان في حال كانت الإعلانات الاكتتابية محلية)، كما أنه من المحتمل أن يتضمّن شعار الشركة (علمًا أن إضافة الشعار لا يعني أي تضمين للدعوة إلى العمل)، بالإضافة لرسالة تقدير إما من الممِّول حيث يشير فيها إلى افتخاره بالبرنامج أو من المحطة مشيرةً إلى شكرها لتمويل المكتتِب. تتجلى الإعلانات الفردية أكثر في الإذاعة العامة، حيث تُستخدم للتعبير عن الإعجاب الشخصي بما تنشره المحطة، كما أنها تُستخدم أيضًا بهدف تقديم أطيب الأمنيات لأفراد العائلة أو الأصدقاء بمناسبة حدث مهم في حياتهم كزواج أو ذكرى سنوية أو عيد ميلاد.
تتضمّن الانتقادات تثبيط التأثيرات على برامج الشؤون العامة (وحتى المراقبة الذاتية)، فإن الصحافة الاستقصائية تكون بارزة وتتوجه تجاه استخدام معايير غير فنية في تحديد اختيار البرامج كبث السيمفونيات على الإذاعة وعرض الإنتاجات المسرحية على التلفاز.

## سياسة محطة بي بي إس
تُعرّف محطة بوبليك برودكاستنغ سيرفيس (بي بي إس) «سياستها لبرنامج الاكتتاب» في كتابها الأحمر بي بي اس ريد بوك. ذلك بدءًا من عام 2007 حيث شملت أحكامها ما يلي:
- تعرّف شركات التأمين على أنها طرف ثالث يشارك طوعًا بالمساهمة النقدية من أجل التمويل الجزئي أو الكلي للإنتاج أو من أجل الاستحواذ على برنامج من محطة بي بي إس. كما أن شركات التأمين لا تشمل استثمار أو إعطاء رخصة لشركاء أو توزيع الأدوار بل إنها توفر النقد لأهداف أخرى.
- تسُمى الفترة الزمنية المحددة التي تضم ائتمانات الضامن بلفظ «الفسحة الزمنية للضامن»، حيث ممكن ألا تزيد المدة عن ستين ثانية ومدة ما لا يزيد عن خمسة عشرة ثانية مخصصة لكل مكتتب. وإذا ما ذُكر مكتتب وجب ذكر بقية المكتتبين أيضًا.
- يتوجب على الفسحة الزمنية للضامن أن «تعكس قيم الإنتاج الخاصة بالبرنامج كما يجب أن تتدفق بسلاسة مع محتوى البرنامج والعناصر الأخرى التي تغلفه».
- كما يجب على الفسحة الزمنية للضامن أن تظهر في نهاية البرنامج أو بدايته. عملت محطة بي بي اس على تضمين نشرات الأخبار وبرامج الشؤون العامة والبرامج الأخرى كافة على ائتمانات ضامنة في بدايتها ونهايتها منذ عام 2009. ويمكن لنهاية الفسحة الزمنية للضامن أن تكون قبل أو بعد ائتمانات الإنتاج الخاصة بالبرنامج؛ فإذا جاءت هذه الفسحة الزمنية للضامن في البداية فيجب أن تبدأ خلال الدقائق الثلاث الأولى للبرنامج، كما يجب أن توضع بعد افتتاح البرنامج «بهدف التفريق ما بين الاكتتاب الوطني والاكتتاب المحلي».
- عندما تموّل محطة الإنتاج جزئيًا فإن الفسحة الزمنية للضامن يجب أن تنتهي بعبارة «من مشاهدين كحضراتكم. شكرًا لكم»؛ عندما تستلم المؤسسة العامة للإذاعة التمويل، فيعتمد بذلك إضافة تعليق صوتي على البرنامج بعبارة («لقد تم هذا البرنامج برعاية المؤسسة العامة للإذاعة»)، كما تُضاف التغذية البصرية التي تتضمن شعار المؤسسة العامة للإعلان، وعبارة «شركة خاصة بتمويل من الشعب الأمريكي»، وأيضًا موقع المؤسسة العامة للإذاعة على الإنترنت («spb.org»)؛ وكذلك الأمر بالنسبة لعبارة «مشاهدون كحضراتكم«عندما يُستلم التمويل، فيعتمد إضافة تعليق صوتي للبرامج  بعبارة («لقد تم هذا البرنامج برعاية (المؤسسة العامة للإعلان) وبمساهمات في محطتكم بي بي اس من مشاهدين كحضرتكم. الشكر لكم»).
- إن اكتتاب وإعلان الرعاية التجارية يعبران عن نفس الشيء عند ربطهما بتبادل شيء ذي قيمة مثل النقد أو السلع أو الخدمات. تتلقى الشركات المُكتتَبة عددًا من الرسائل الإعلامية عن أعمالها التي تُبث مقابل مبلغ بالدولار. قد يقوم الأفراد والمؤسسات والجهات المانحة غير الربحية بضمان البرمجة دون الحاجة إلى إبرام عقد إعلاني إعلامي. تسمح قواعد الـ بي بي إس والـ سي بي بي بالاستخدام التجاري للاكتتاب في محطات البث ذات حدود الكلام المطلوبة فقط من محطات البث بسبب طبيعة الترخيص غير الربحي.

لا تميل القنوات التي تعمل بتنسيقات غير تجارية على تلفزيون الكَبل أو البث المباشر عبر القنوات الفضائية إلى استخدام إعلان الاكتتاب، حيث يمكنها استخدام رسوم المشتركين لتمويل العمليات (مثل C-SPAN). تُعد قناة كلاسيك آرت شووكايس (معرض الفنون الكلاسيكية) استثناءً، حيث تُموّل هذه الخدمة من خلال مؤسسة أنشأها، لويد ريغلر، وبالتالي تُقدّر هذه المؤسسة لتمويلها على الهواء. نظرًا لأن هذه القنوات لا تُبث على الهواء، فهي معفاة من قيود الصياغة المفروضة على اعلانات الاكتتاب في محطات الكَبل، في حالة اختيارهم استخدامها.